# Nécron (bande dessinée)
 (mai 2025).
Nécron est une bande dessinée de pornographie et d'horreur réalisée par Magnus (dessin) et Ilaria Volpe (scénario). Elle est parue dans un Petit format produit en Italie par Edifumetto en 1981.

## Histoire
La doctoresse Freida Boher est une célèbre biologiste dotée d'un visage peu avenant mais d'un corps parfait. Authentique génie du mal, elle met ses connaissances au service de sa sexualité de nécrophile en fabriquant une créature à l'aide de morceaux de cadavres. Cette créature, baptisée Nécron, est dotée d'un corps musculeux, d'une tête de cadavre et d'un sexe énorme. Animée par un instinct primitif qui la pousse vers le cannibalisme, elle est aussi pourvue d'un solide appétit sexuel au grand plaisir de sa maîtresse.

## Publications
Initialement sortie en format pocket en Italie, la série est parue en France en cinq albums chez Albin Michel de 1983 à 1989 (Nécron, Les Femmes araignées, Noblesse dépravée, La Baleine d'acier, Le Roi des cannibales). Elle a été rééditée en France de 2006 à 2010 par Cornélius en une série complète avec les planches du format pocket original (planches noir et blanc, non modifiées ni remontées, contrairement à l'édition d'Albin Michel).